# ベン・ヘルマンス
ベン・ヘルマンス（Ben Hermans、1986年6月8日 - ）は、ベルギー、ハッセルト出身の自転車競技（ロードレース）選手。

## 経歴
2009年、トップスポート・フラーンデレンにてプロキャリアスタート。
2010年、チーム・レディオシャックに移籍。ツール・ド・ベルギー第5ステージにてプロ初勝利。
2011年、チーム統合につき、レディオシャック・ニッサンに移籍。
2014年、BMC・レーシングチームに移籍。
2015年、ツール・ド・ポローニュにおいて3秒差で総合3位に入るなど、安定した成績を残す。
2016年、ブエルタ・ア・ブルゴスではアルベルト・コンタドールに1秒差の総合2位となる。
2017年、ボルタ・ア・ラ・コムニタ・バレンシアナではナイロ・キンタナに13秒差の2位。ツアー・オブ・オマーンでは第2ステージを制し、総合優勝を果たした。
2018年、イスラエル・サイクリングアカデミーに移籍。

## 主な戦績

### 2008年
- グランプリ・デ・マルブリエル　優勝

### 2009年
- GPカントン・アールガウ　2位

### 2010年
- ツール・ド・ベルギー　区間優勝（第5ステージ）

### 2011年
- チャレンジ・ブエルタ・ア・マリョルカ　優勝（第5日目）
- ツール・ド・ワロニー　総合3位

### 2013年
- ツアー・ダウンアンダー　総合5位

### 2015年
- ブラバンツ・パイル　優勝
- ツール・ド・ヨークシャー　区間優勝（第3ステージ）
- ツアー・オブ・オーストリア　総合2位
- ツール・ド・ポローニュ　総合3位
- アークティック・レース・オブ・ノルウェー　区間優勝（第3ステージ）

### 2016年
- ブエルタ・ア・ブルゴス　総合2位

### 2017年
- ボルタ・ア・ラ・コムニタ・バレンシアナ　総合2位（第1ステージ優勝・チームタイムトライアル）
- ツアー・オブ・オマーン　総合優勝（第2,5ステージ優勝）

### 2018年
- ツアー・オブ・オーストリア　総合優勝（第3ステージ優勝）

### 2019年
- ツアー・オブ・オーストリア　総合優勝（第4ステージ優勝）
- アドリアティカ・イオニカレース（英語版）  山岳賞
- ツアー・オブ・ユタ　 総合優勝（第2,3ステージ優勝）

### 2021年
- セッティマーナ・インテルナツィオナーレ・ディ・コッピ・エ・バルタリ 区間優勝（第1bステージ・チームタイムトライアル）
- ジロ・デッラッペンニーノ 優勝
- アークティック・レース・オブ・ノルウェー  総合優勝（第3ステージ優勝）
- ツール・ポワトゥー＝シャラント・アン・ヌーヴェル＝アキテーヌ 区間優勝（第4ステージ・個人タイムトライアル）